# 202784 Gangkeda
202784 Gangkeda este un asteroid din centura principală de asteroizi.

## Descriere
202784 Gangkeda este un asteroid din centura principală de asteroizi. A fost descoperit pe 29 februarie 2008 la XuYi în cadrul programului PMO NEO Survey. Asteroidul prezintă o orbită caracterizată de o semiaxă mare de 2,87 ua, o excentricitate de 0,02 și o înclinație de 4,8° în raport cu ecliptica.